# Spencer Air Car
Die Spencer Amphibian Air Car ist ein US-amerikanisches, amphibisches Leichtflugzeug. Die Bezeichnung wurde zum ersten Mal im Jahr 1940 für einen Prototyp verwendet, der zur Republic Seabee weiterentwickelt wurde. Später wurde der Name von seinem Konstrukteur Percival Spencer für eine Reihe von Amphibienflugzeugbausätzen verwendet, die lose auf der Konstruktion der Seabee beruhen.

## Entwicklung und Konstruktion
Percival Spencer gründete zunächst die Spencer-Larsen Aircraft Corporation und entwickelte das Amphibienflugzeug SL-12C. Da er aufgrund von Unternehmensrichtlinien die Rechte an der SL-12C nicht erhielt, gründete er 1940 die Spencer Amphibian Corporation. Die erste Spencer S-12 Amphibian Air Car absolvierte ihren Jungfernflug mit dem Kennzeichen NX29098 im August 1941. Die von Spencer gewählte Auslegung entsprach mit einem kurzen Rumpfteil, Druckpropeller und einem dünnen Heckausleger, weitgehend dem Erscheinungsbild der 1921 von Grover Loening konzipierten S-1 Air Yacht. Ein innovatives Kennzeichen, das bei Spencer auch später wieder auftauchte, war die geteilte Frontscheibe, über die ein Zugang zur Maschine möglich war. 
Danach wurde das Flugzeug eingelagert, da Spencer nun als Testpilot für Republic Aircraft  arbeitete. Im April 1943 verließ Spencer Republic Aircraft und ging zur Mills Novelty Company in Chicago. Das Unternehmen wollte die Air Car zu Werbezwecken einsetzen. Mitte 1943 konstruierte Spencer dort ein vollkommen neues, stromlinienförmiges Rumpfteil für die S-12. Nach einer Vorführung im Dezember 1943 bei seinem früheren Arbeitgeber, wurden das Flugzeug und die Rechte an dessen Konstruktion als Seabee an Republic verkauft.
Ab Mitte der 1960er Jahre arbeitete Spencer an einem modernen Amphibienflugzeug, das aber auf der Seagull basieren sollte. Sein erstes Projekt wurde noch vor dem Bau eines Prototyps von David Hazelwood und C. S. Newton übernommen, die 1970 die Trident Aircraft gründeten und 1973 die Trident TR-1 Trigull vorstellten. Noch während der Arbeiten an der späteren Trigull, gründete Spencer 1968 zusammen mit dem ehemaligen Colonel der US Air Force Dale L. Anderson ein neues Unternehmen, um einen viersitzigen Amphibienflugzeugbausatz unter dem Namen Spencer-Anderson S-12C Air Car zu vermarkten. Grundlage der S-12C ist die ursprüngliche S-12, die aber einen modernen Antrieb erhielt und deren Flugzeugzelle etwas vergrößert und für den Amateurbau vereinfacht wurde. Das erste Exemplar absolvierte seinen Erstflug am 25. Mai 1970 in Chino in Kalifornien. Die anschließende Wassererprobung führte Spencer auf dem Lake Havasu durch. Die Baukosten für das Flugzeug beliefen sich auf 8.700 US-Dollar.
Zur Erhöhung der Nutzlast und Verbesserung der Hot-and-High-Leistung ersetzte man bei der S-12D den ursprünglichen 180 PS leistenden Lycoming-O-360-Motor der S-12C durch einen Lycoming O-540 mit 260 PS. Bei der endgültigen Version S-12E kam ein Continental IO-520 mit 285 PS zum Einsatz. Bis zum Erwerb der Konstruktionsrechte durch Robert Kerans sollen 300 Bausatzpläne verkauft worden sein. Die Zahl der tatsächlich gebauten Flugzeuge ist nicht bekannt. 
Die zweisitzige S-14 Air Car Junior war eine maßstäbliche Verkleinerung der vorhergehenden S-12C/D/E mit klappbaren Tragflächen für den Straßentransport, wobei auch Verbundwerkstoffe verwendet wurden. Den Erstflug führte Spencer am 4. November 1983 im Alter von 86 Jahren durch. Die Konstruktion erfüllte jedoch nicht die Erwartungen und das einzige Exemplar erwarb William Randolph Hearst, der es dem Museum der Experimental Aircraft Association in Oshkosh, Wisconsin spendete.
Die Air Car besteht aus Holz, Stahl und GFK. Sie ist ein abgestrebter Hochdecker. Die Schwimmer mit integrierten Kraftstofftanks sind baugleich mit denen der Seabee. Das Heck ist jedoch kantiger und das Flugzeug verfügt über ein Bugradfahrwerk.
Neben den Exemplaren, die von Spencer selbst gebaut wurden, wurden die Konstruktionspläne auch zum Selbstbau verkauft und die erste in Heimarbeit gebaute Air Car flog im September 1974. Im Jahr 2001 waren es fünfzig flugfähige Exemplare.

## Varianten

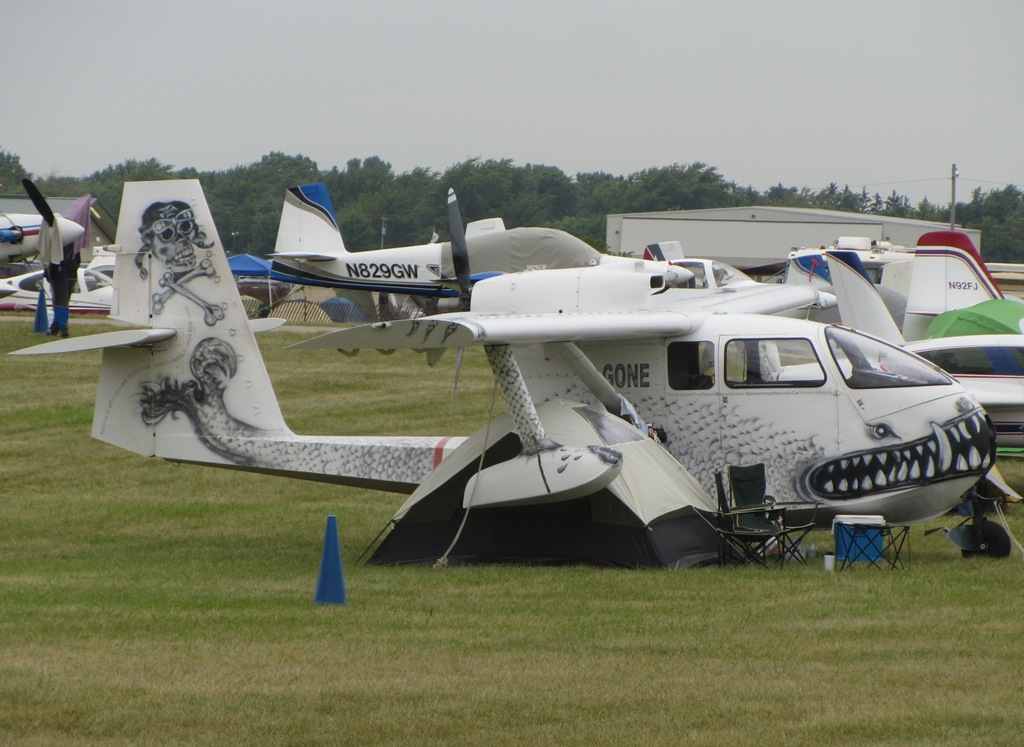
Spencer Air Car S-12-E

S-12 Air Car
erste, zweisitzige Version von 1941 mit Lycoming-Motor mit 110 PS (81 kW)
S-12-C
Version  von 1970 mit einem  Lycoming O-360 mit 180 PS (132 kW)
S-12-D
in Serie produzierte Version, angetrieben von einem Lycoming O-540 mit 260 PS (191 kW)
S-12-E
Prototyp angetrieben von einem Continental Tiara 6-285 mit 285 PS (210 kW)
S-14 Air Car Junior
Zweisitzer mit Doppelausleger, angetrieben von einem Lycoming O-320, ein gebautes Exemplar

## Technische Daten (S-12-D)
| Kenngröße             | Daten               |
| --------------------- | ------------------- |
| Besatzung             | 1                   |
| Passagiere            | 3                   |
| Länge                 | 26 ft (7,9 m)       |
| Spannweite            | 37,33 ft (11,4 m)   |
| Höhe                  | 9,5 ft (2,9 m)      |
| Nutzlast              | 1.050 lb (476 kg)   |
| Leermasse             | 2.050 lb (930 kg)   |
| max. Startmasse       | 3.100 lb (1.406 kg) |
| Reisegeschwindigkeit  | 135 mph (217 km/h)  |
| Höchstgeschwindigkeit | 147 mph (237 km/h)  |
| Steigrate             | 800 ft / min        |
| Reichweite            | 700 mi (1.127 km)   |
| Triebwerk             | Lycoming O-540-E4B5 |